# Andreas Czerwinski
Andreas Czerwinski (* 13. November 1966 in Kiel) ist ein Flottillenadmiral der Marine der Bundeswehr und seit Januar 2019 Abteilungsleiter See im Bundesamt für Ausrüstung, Informationstechnik und Nutzung der Bundeswehr in Lahnstein bei Koblenz.

## Militärische Laufbahn

### Ausbildung und erste Verwendungen
Czerwinski trat 1986 in die Bundeswehr ein, nachdem er im selben Jahr an der Hebbelschule in Kiel sein Abitur abgelegt hatte. Als Angehöriger der Crew VII/86 wurde er als Offizieranwärter in der Offizierausbildung zum Offizier des Truppendienstes der Marine ausgebildet. An der Universität der Bundeswehr Hamburg studierte er von 1987 bis 1991 Maschinenbau mit der Vertiefungsrichtung Schiffsmaschinenbau/Schiffbau und erreichte den akademischen Grad des Diplom-Ingenieurs. Ab 1993 war Czerwinski Schiffstechnikoffizier auf dem Schnellboot S72 Puma der Gepard-Klasse in Kiel und ab 1995 Schiffssicherungsoffizier auf dem Zerstörer Rommel, ebenfalls in Kiel. 1996 wurde er Kompaniechef der 1. Marineinstandsetzungskompanie in Kiel und 1997 Antriebsoffizier auf dem Zerstörer Lütjens in Kiel. Czerwinski nahm von 1999 bis 2001 am 41. Admiralstabslehrgang an der Führungsakademie der Bundeswehr in Hamburg teil, wo er zum Offizier im Generalstabsdienst ausgebildet wurde.

### Dienst als Stabsoffizier
2001 ging Czerwinski als Schiffstechnikoffizier auf die Fregatte Niedersachsen in Wilhelmshaven, bevor er 2003 Referent im Referat VI 3 (Fähigkeitsanalyse Systeme See) im Führungsstab der Streitkräfte im Bundesministerium der Verteidigung auf der Hardthöhe in Bonn wurde. 2005 folgte die Verwendung als Referent im Referat VII 1 (Marinerüstung) in der Hauptabteilung Rüstung im Bundesministerium der Verteidigung in Bonn. 2007 wurde Czerwinski Personalführer im Personalamt der Bundeswehr in Köln und 2010 Abteilungsleiter Einsatzunterstützung (Personal/Technik/Logistik) der Einsatzflottille 2 in Wilhelmshaven. 2013 war er Teilnehmer am sicherheitspolitischen Seminar an der Bundesakademie für Sicherheitspolitik in Berlin. Im gleichen Jahr begann der Einsatz als Referatsleiter V 6 (Systeme See) in der Abteilung Ausrüstung, Informationstechnik und Nutzung (AIN) im Bundesministerium der Verteidigung in Bonn und 2014 als Referatsleiter V 5 (Systeme See, Querschnitts- und Sanitätsmaterial) in derselben Abteilung im Ministerium. Später wurde die Abteilung AIN zur Abteilung Rüstung und Czerwinskis Referat, unter Beibehaltung des Aufgabenbereichs, in IV 5 umnummeriert. 2017 wurde Czerwinski Büroleiter und persönlicher Referent des Parlamentarischen Staatssekretärs Markus Grübel und ab 2018 Büroleiter des Parlamentarischen Staatssekretärs Peter Tauber.

### Dienst als Admiral
Seit Januar 2019 ist Czerwinski Abteilungsleiter See im Bundesamt für Ausrüstung, Informationstechnik und Nutzung der Bundeswehr in Koblenz. Auf diesem Dienstposten wurde er zum Flottillenadmiral ernannt.

## Privates
Czerwinski ist evangelisch-lutherisch, verheiratet und hat einen Sohn sowie eine Tochter.